# Jonas Brothers (album)
| Đánh giá chuyên môn | Đánh giá chuyên môn |
| Nguồn đánh giá      | Nguồn đánh giá      |
| Nguồn               | Đánh giá            |
| ------------------- | ------------------- |
| AllMusic            | [ 1 ]               |
| Cross Rhythms       | [ 2 ]               |

Jonas Brothers là album phòng thu thứ hai của nhóm Jonas Brothers và là album đầu tiên phát hành dưới hãng Hollywood Records. Album được phát hành vào ngày 7 tháng 8 năm 2007.

## Danh sách bài hát
| STT              | Nhan đề                                         | Sáng tác                                    | Thời lượng |
| ---------------- | ----------------------------------------------- | ------------------------------------------- | ---------- |
| 1.               | "S.O.S."                                        | Nick Jonas                                  | 2:33       |
| 2.               | "Hold On"                                       | Jonas Brothers                              | 2:45       |
| 3.               | "Goodnight and Goodbye"                         | Jonas Brothers                              | 2:31       |
| 4.               | "That's Just the Way We Roll"                   | Jonas Brothers, William McAuley             | 2:53       |
| 5.               | "Hello Beautiful"                               | Jonas Brothers                              | 2:29       |
| 6.               | "Still in Love with You"                        | Jonas Brothers                              | 3:10       |
| 7.               | "Australia"                                     | Jonas Brothers                              | 3:33       |
| 8.               | "Games"                                         | Jonas Brothers, John Taylor, Greg Garbowsky | 3:21       |
| 9.               | "When You Look Me in the Eyes"                  | Jonas Brothers, PJ Bianco, Raymond Boyd     | 4:09       |
| 10.              | "Inseparable"                                   | Jonas Brothers, Joshua Miller               | 2:50       |
| 11.              | "Just Friends"                                  | Jonas Brothers                              | 3:07       |
| 12.              | "Hollywood"                                     | Jonas Brothers, John Fields                 | 2:49       |
| 13.              | "Year 3000" (Busted cover)                      | John McLaughlin, Busted                     | 3:22       |
| 14.              | "Kids of the Future" (Kids in America re-write) | Marty Wilde, Ricky Wilde                    | 3:19       |
| Tổng thời lượng: | Tổng thời lượng:                                | Tổng thời lượng:                            | 42:49      |

### Bonus tracks
| Wal-Mart Exclusive | Wal-Mart Exclusive           | Wal-Mart Exclusive |
| STT                | Nhan đề                      | Thời lượng         |
| ------------------ | ---------------------------- | ------------------ |
| 15.                | "Baby Bottle Pop Theme Song" | 1:00               |
| Tổng thời lượng:   | Tổng thời lượng:             | 43:49              |

| The Bonus Jonas Edition | The Bonus Jonas Edition                  | The Bonus Jonas Edition    | The Bonus Jonas Edition |
| STT                     | Nhan đề                                  | Sáng tác                   | Thời lượng              |
| ----------------------- | ---------------------------------------- | -------------------------- | ----------------------- |
| 15.                     | "Take a Breath"                          |                            | 3:18                    |
| 16.                     | "We Got the Party" (with Hannah Montana) | Kara DioGuardi, Greg Wells | 3:36                    |
| Tổng thời lượng:        | Tổng thời lượng:                         | Tổng thời lượng:           | 49:49                   |

| UK Edition (Từ đầu đến bài thứ 12 giống với album gốc) | UK Edition (Từ đầu đến bài thứ 12 giống với album gốc) | UK Edition (Từ đầu đến bài thứ 12 giống với album gốc) |
| STT                                                    | Nhan đề                                                | Thời lượng                                             |
| ------------------------------------------------------ | ------------------------------------------------------ | ------------------------------------------------------ |
| 13.                                                    | "Take a Breath"                                        | 3:18                                                   |
| 14.                                                    | "Out of This World"                                    | 3:10                                                   |
| Tổng thời lượng:                                       | Tổng thời lượng:                                       | 42:43                                                  |